# Jean-Baptiste Abel
Jean-Baptiste Eugène Abel est né le 11 janvier 1863 à Toulon où il meurt le 30 septembre 1921. Avocat et homme politique français, il est longtemps député du Var, brièvement Ministre du Travail et de la Prévoyance Sociale, et Gouverneur de l'Algérie.

## Débuts de carrière
Jean-Baptiste Eugène Abel naît à Toulon le 11 janvier 1863.
Son père Alphonse Abel possède une propriété de vignes et d'oliviers dont il fait commerce dans la France entière. Alphonse devient premier adjoint au Maire de Toulon, Noël Blache, qu'il remplace occasionnellement en raison de la santé précaire de ce dernier. C'est Alphonse Abel qui, le 4 septembre 1870, proclame la République à Toulon du haut du balcon de l'Hôtel de Ville.
Jean-Baptiste Abel, après de brillantes études au Lycée de Toulon, fait son Droit et s'inscrit au Barreau. On lui confie alors la charge de Juge de Paix pour le canton Ouest de la Ville, mais il décide de se lancer en politique sur les traces de son père : le 7 juin 1891, il est nommé Conseiller Général du département du Var – il a alors 28 ans.

## Vice-Président du Conseil Général & Député1erMandat
En 1893, il est réélu à l'assemblée où il se voit confier le poste de Vice-Président. Il devient député la même année (il a alors 30 ans).
Ses qualités et sa rigueur le font apprécier à la Chambre des Députés ; il est rapidement investi dans plusieurs grandes Commissions dont la Guerre, la Marine et la Justice, pour enfin finir rapporteur à la Commission du Budget.

## Président du Conseil Général & Conseiller de Cour d'Appel
Le 12 janvier 1894, la Chambre des Députés l'élit Secrétaire de l'Assemblée – il a été entre-temps élu Président du Conseil Général du Var (à 31 ans, ce qui est jeune pour le milieu).
Lors du renouvellement général de la Chambre, J.-B. Abel est devancé par le candidat socialiste Prosper Ferrero. Il s'éloigne alors provisoirement de la politique et revient vers la magistrature, où il exerce désormais les fonctions de Conseiller à la Cour d'Appel de Riom, puis à celle de Nîmes, où il reste dix ans.

## Ministre, député2eet3emandat
Lors des élections de 1910, ses anciens électeurs le poussent à se présenter contre le député socialiste sortant, Maurice Allard. Il est élu pour la deuxième fois.
Lors du renouvellement général de 1914, il obtient pour la troisième fois sa place à la Chambre contre son ancien adversaire socialiste Ferrero.
Dès cette réélection, le Président du Conseil Alexandre Ribot lui confie le Ministère du Travail et de la Prévoyance Sociale.
Dispensé par son âge de la Mobilisation générale, J.-B. Abel prend l'initiative de fonder à Toulon un Comité d'Assistance pour les femmes de marins et soldats nécessiteux, très apprécié pour les services qu'il rendit.

## Premier Vice-Président de la Chambre & député4emandat
Le 12 novembre 1919, il est élu Premier vice-Président et se voit confier à cinq reprises la fonction de Vice-Président de la Chambre des Députés.
Il est élu Député pour la quatrième fois lors des élections du 16 novembre 1919. Lors de ce mandat, il siège dans la Chambre "Bleue Horizon" ainsi nommée en raison des uniformes bleu horizon qu'un grand nombre de Députés, désormais libérés, tenaient à porter au cours des séances en souvenir de leur libération ou captivité pendant la Grande Guerre.

## Gouvernance de l'Algérie
Tout en gardant ses fonctions de Député du Var, il abandonne la vice-présidence de la Chambre en juillet 1919 pour devenir gouverneur général de l'Algérie, soutenu par son ancien collègue de la représentation parlementaire du Var, désormais Président du Conseil, Georges Clemenceau. Il remplace dans cette fonction Charles Jonnart, tout juste désigné ambassadeur auprès du Saint-Siège à Rome.
Le contexte en Algérie est difficile : incertitudes de l'après-guerre aggravées dans les colonies par les mobilisations locales, ainsi que par deux années de mauvaises récoltes pour cause de sécheresse. Cette situation délicate engendre une agitation dans cette France d'outre mer. La Chambre en avait été informée au mois de décembre 1920.
Georges Clemenceau avait entre-temps cédé sa place à Aristide Briand à la tête du Gouvernement. À la suite des difficultés rencontrées en Algérie, J.-B. Abel requiert de toute urgence une aide à Paris pour obtenir des denrées – notamment de la farine – car l'Algérie n'est alors pas en mesure de subvenir à ses besoins. Sans nouvelles de Paris et après l'envoi d'un émissaire, J.-B. Abel part lui-même pour la capitale et demanda audience auprès du Président du Conseil (le premier ministre de l'époque). Sans nouvelles pendant vingt jours d'un M. Briand de toute évidence peu enclin à lui accorder audience, il rentre en Algérie, résigné et ulcéré. Le 22 juillet 1921, il donne sa démission dans une lettre adressée au Président du Conseil, dans laquelle il déclare regretter amèrement l'indifférence du gouvernement à la cause algérienne.
Il revient à Toulon avec sa famille, secoué par cet affront et profondément touché. Il tombe malade peu de temps après son retour en France pour ne plus jamais se relever. Il meurt deux mois plus tard, le 30 septembre 1921, après avoir reçu les sacrements des mains de son ami d'enfance, le chanoine Venel, curé du Mourillon. Il est enterré au cimetière central de Toulon.